# Maria Feliks Tułaba
Antoni Maria Feliks Tułaba, właśc. Antoni Tułaba (lt. Antanas Tulaba) (ur. 1873, zm. 1944) – biskup Kościoła Katolickiego Mariawitów na Litwie.

## Życiorys
Do 1905 duchowny rzymskokatolicki diecezji augustowskiej. Wraz z księdzem Józefem Hrynkiewiczem, współorganizator ruchu mariawickiego w guberni suwalskiej, na Litwie i Łotwie. Inicjator misji mariawickiej w guberni kowieńskiej.
W wyniku suspendowania, na początku XX wieku przebywał krótko w okolicach Łodzi, gdzie w latach 1905-1907 był proboszczem parafii mariawickiej w Lipce. Po powstaniu niezależnego Kościoła mariawickiego, powrócił na Suwalszczyznę. W okresie międzywojennym prowadził misję mariawicką na Litwie; był m.in. proboszczem parafii mariawickiej w Kownie.
W latach 20. XX wieku oskarżany o nieobyczajne zachowanie w licznych procesach karnych na Litwie. W 1928 pełnomocnik arcybiskupa Jana Marii Michała Kowalskiego w głośnym procesie o uprawianie niemoralności w klasztorze mariawickim w Płocku.
W 1935 po rozłamie w Starokatolickim Kościele Mariawitów opowiedział się za denominacją felicjanowską. W 1936 został wyznaczony biskupem mariawickim dla Litwy. Sakrę biskupią przyjął 6 sierpnia 1939 w miejscowości Saulkrasti na Łotwie.
Zginął w 1944 podczas walk niemiecko-radzieckich na Litwie. Pochowany został pierwotnie w Krukach. Kilka lat po śmierci, ciało biskupa zostało przeniesione na cmentarz mariawicki w Pepłowie.